# グルジャ事件
グルジャ事件（グルジャ虐殺とも
)

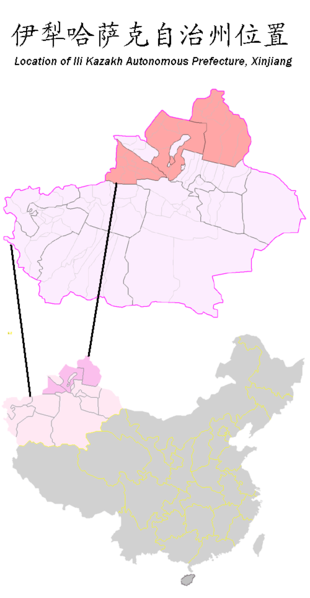
グルジャはイリ・カザフ自治州の州都である。

）（中国語：伊寧二五事件、“伊寧事件”、“二五、二六事件”）は、1997年のグルジャ抗議運動の頂点であり、同年2月5日（ラマダーン、春節の三日前）に新疆イリ・カザフ自治州グルジャ市（伊寧市）で発生した抗議デモおよび引き続き発生した一連の暴力事件である。

## 概要
中国政府によるウイグル伝統文化復興の試みへの弾圧が続き、メシュラプ(en:meshrep）という伝統的集会が1994年に一度許可されたきりその後禁止されていた。中国政府によると当時、有名な宗教家アブリキム・マフスム(2003年にパキスタンに殺害されたタリバンの上級将校であるアイシャン・マフスムの弟子の一人)は、弟子たちを宜寧市で説教させ、陰寧市郊外で伝統的なメシュラプの集まりを開催して多くの人々を魅了し、人々は麻薬、アルコール、ギャンブルをやめたが、彼の過激派の考えも受け入れた。 また地域のウイグル人共同体の長たちがサッカー・リーグを設立したが、当局によって禁止され競技場が破壊された。こうしたことを背景に、この抗議運動は、ウイグル独立の活動家30名の処刑のニュース、およびイスラム教の神聖な行事であるラマダーンの最中であった前日に、数百名の若いイスラム教徒が自宅で祈りを捧げているときに逮捕・監禁されたことへの釈放の要求
として始まった。1997年2月5日、2日間に及ぶ抗議の中、抗議者が「アッラーは偉大なり」「新疆に独立を」と叫びながら行進し、報道によれば棍棒や催涙ガスや高圧放水銃を用いて四散させられた。その後、人民解放軍がデモ隊に向かって発砲し多数の死傷者が生じてデモは鎮圧された。
同日午前9時ごろ、100人余りの人が手に横断幕を持って、シュプレヒコールを叫びながらグルジャ市の主要な街道をデモし、最後にデモが暴力事件へと発展した。12時ほどになると、デモ隊は千人余りに増えた。その後、手に棍棒やレンガや刀を持った暴徒が暴力活動を行った。その後の一連の鎮圧行動等によりさらに200名以上の死者が生じ、約4,000名のウイグル人が逮捕され、その多くは現在も行方不明のままであるとされる。
中華人政府の公式見解では死傷者は9人とされるが、反体制側の報告によれば100人以上がさらには167人が殺されたと見積もっている。少なくとも92名のウイグル人が死亡し、漢族の死亡人数は不明であるという。中華人民共和国政府は現地に40,000名の武装警察を配置し、現地からのあらゆる情報を遮断した。中国政府はこの騒乱事件は“東トルキスタンイスラム運動”などの東トルキスタンテロ組織が計画したものとしている。

## 余波
反体制派の主張によれば、1600人が制圧のあと、祖国分裂を企み犯罪行為と過激な宗教行為と反革命行為を扇動したとして逮捕された。アムネスティ・インターナショナルの報告書は、190人の処刑が新疆での事件の後執行され、そのほとんどがウイグル人だったと記録している。

## その後
この事件に関わったウイグル人の一部は中国からアフガニスタンやパキスタンに逃げるもアメリカのアフガニスタン侵攻の際に米軍による拘束やパキスタン政府の引き渡しにより、キューバのグアンタナモ湾収容キャンプに収監された。収監中は中国当局者がグアンタナモを訪問して尋問に参加しており、アメリカ合衆国司法省監察官のグレン・A・ファインによれば中国当局者と米軍の尋問官は協力して15分ごとに睡眠を中断させる「フリークエントフライヤープログラム」と呼ばれる人権侵害も行ったとされる。
事件を目撃した一人だったラビア・カーディルは、後に世界ウイグル会議のリーダーになった。日本では2009年にイリハム・マハムティなどの在日ウイグル人により、犠牲者追悼と中国政府への抗議のためのデモ行進が東京都内で行なわれた。